# Templo Jain de Lodhurva
O templo jainista de Lodhurva é um templo jainista na vila de Lodhruva, no distrito de Jaisalmer, no Rajastão . Pertence à seita Śvetāmbara do jainismo 

## História
Lodhruva foi estabelecida como capital por Rawal Deoraj, o clã Bhati, no século VIII-IX d.C.     O templo foi construído no século IX junto com a cidade de Lodhruva. Rawal Jaisal, um famoso príncipe do clã Bhati, mudou a sua capital de Lodhruva para Jaisalmer em 1156 EC.    O templo também foi saqueado por Mahmud de Ghazni e Muhammad de Ghor . Isso levou à destruição do templo em 1152 d.C. Em 1615 d.C., os templos passaram por reparos e reformas.  O templo continua a ser a única estrutura em pé na cidade em ruínas de Lodhruva.  

## Arquitetura

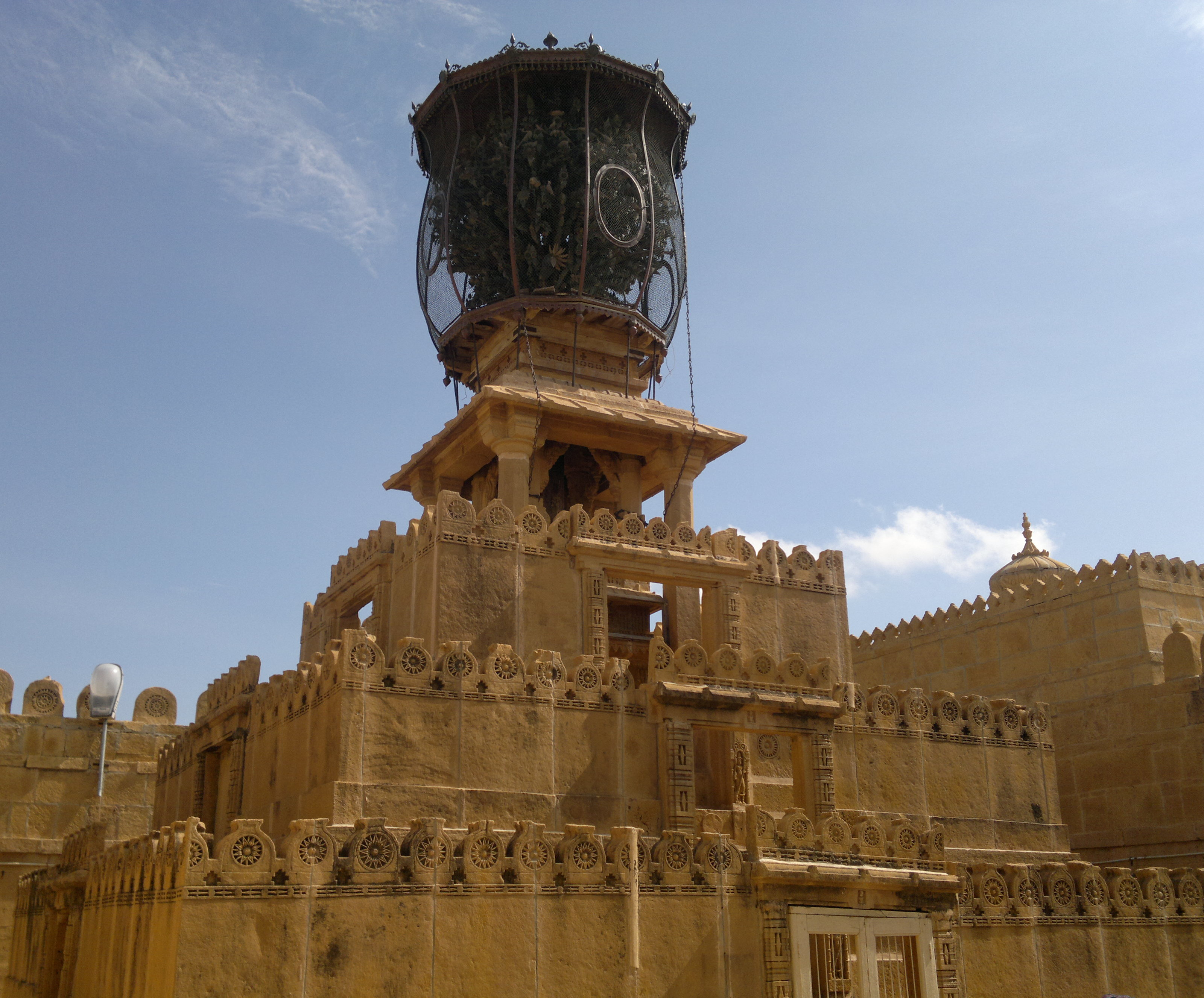
Representação de Kalpavriksha

O templo foi construído com calcário amarelo e arenito;  famoso pelo seu intrincado artesanato . O templo apresenta um portal torana (porta de entrada em arco) ornamentado e esculturas em pedra de Kalpavriksha e kalputra.    O templo Jainista de Lodhurva é considerado um dos melhores exemplos da arquitetura Jainista no Rajastão.   De acordo com William Guy, as paredes do templo são vincadas (dobradas) como um acordeão e apresentam requintadas esculturas de jali .  

## Sobre o templo
Lodhurva é um importantes centro jainista. O mulnayak (divindade principal, Murti) é um ídolo do templo de mármore preto de Parshvanatha com um dossel de mil capuzes sobre a cabeça.   Na tradição Shvetambara, os ídolos tendem a adquirir o seu nome de uma região geográfica, o lodhurva Parshvanath é um dos 108 ídolos proeminentes dos ídolos Parshvanath. 
Segundo a crença jainista, todas as noites sai uma cobra de um buraco no templo para beber leite como oferenda. Conforme a crença popular, a visão desta cobra é uma bênção.  Existe um ritual para as pessoas visitarem o santuário após o casamento. 

## Feira
No mês de Pausha é celebrada uma feira neste local, o evento atrai um grande número de devotos. 

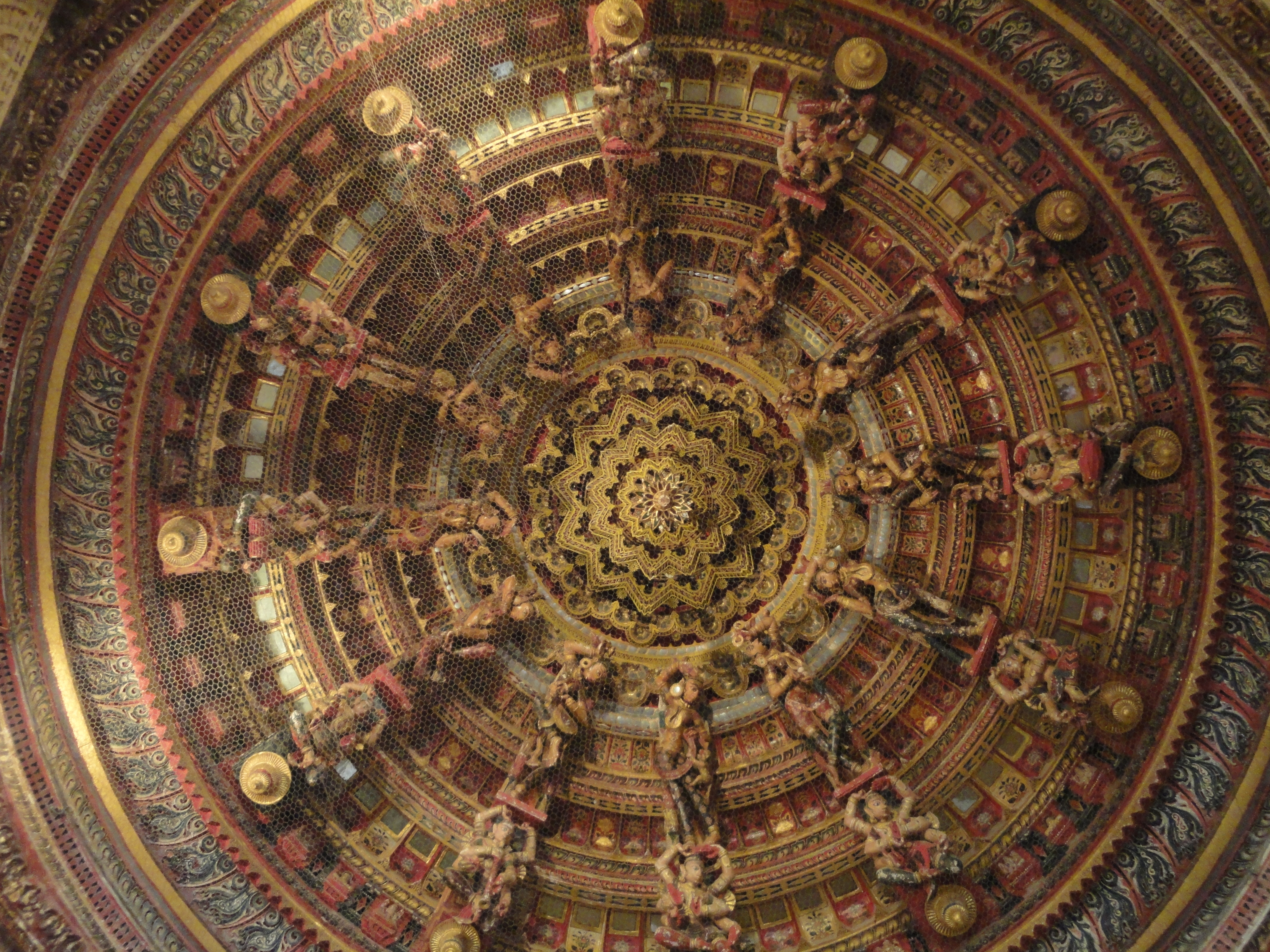
Teto com esculturas de devkulikas
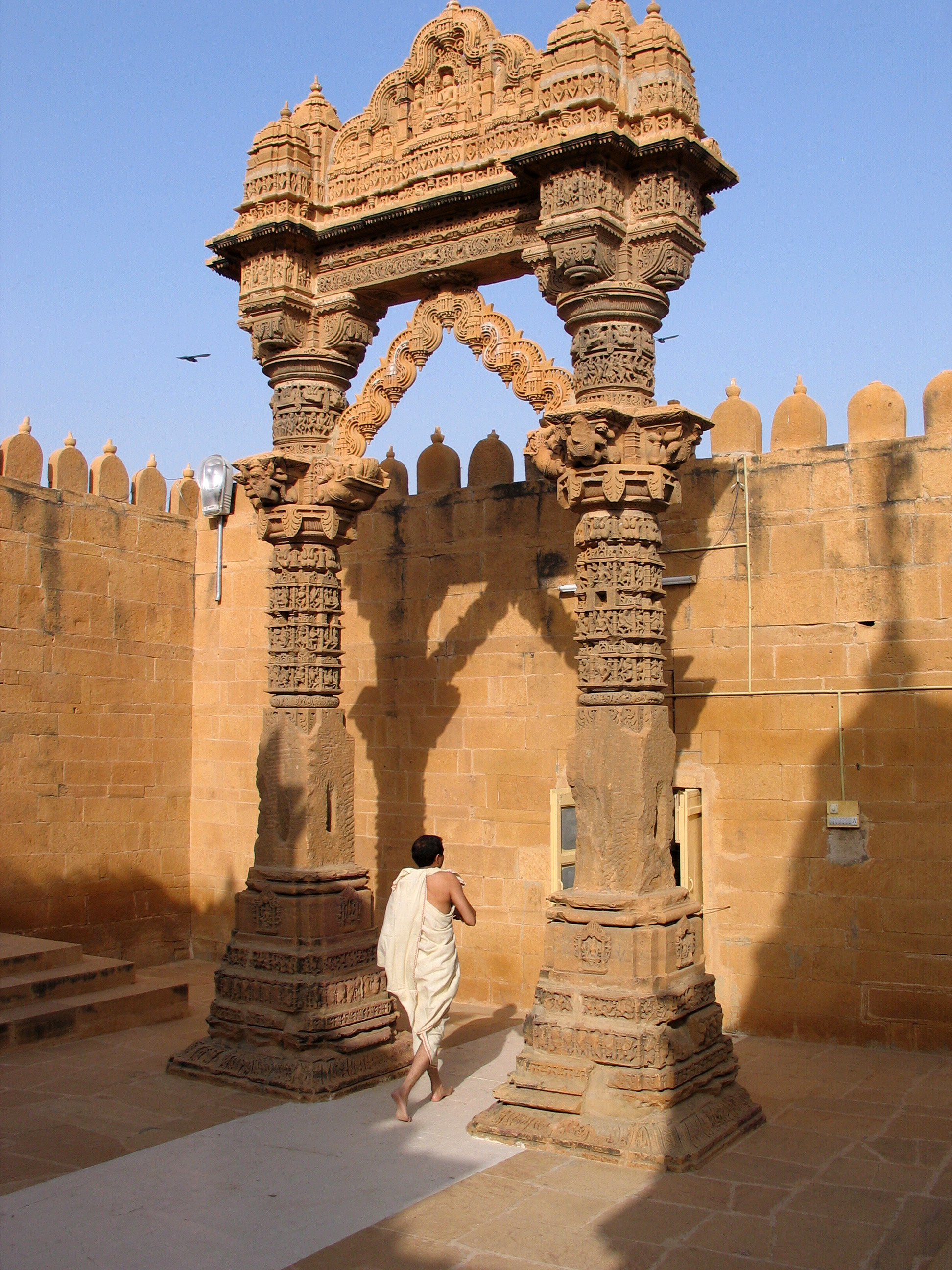
Torana ornamentada
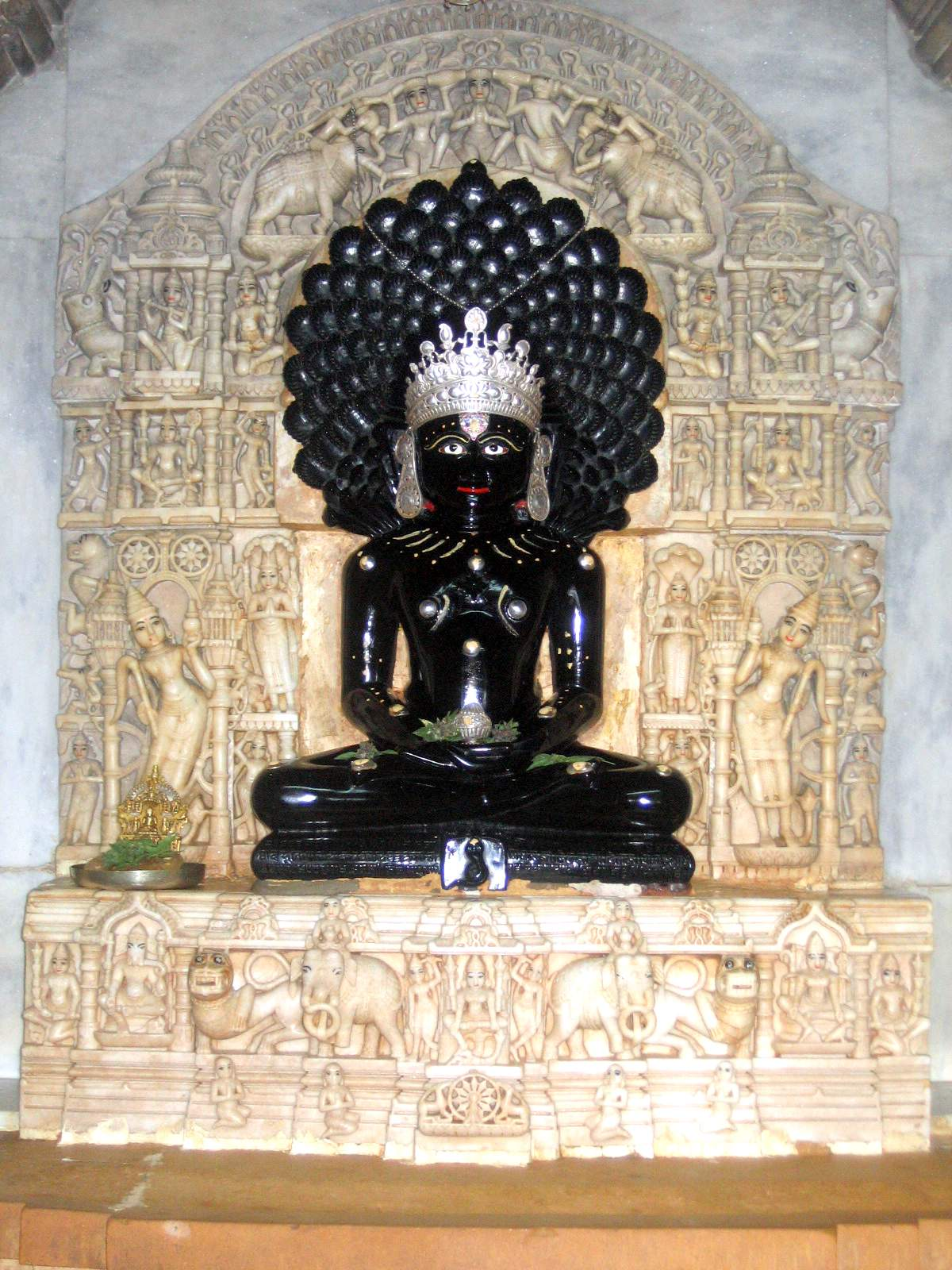
Ídolo Parshvanath
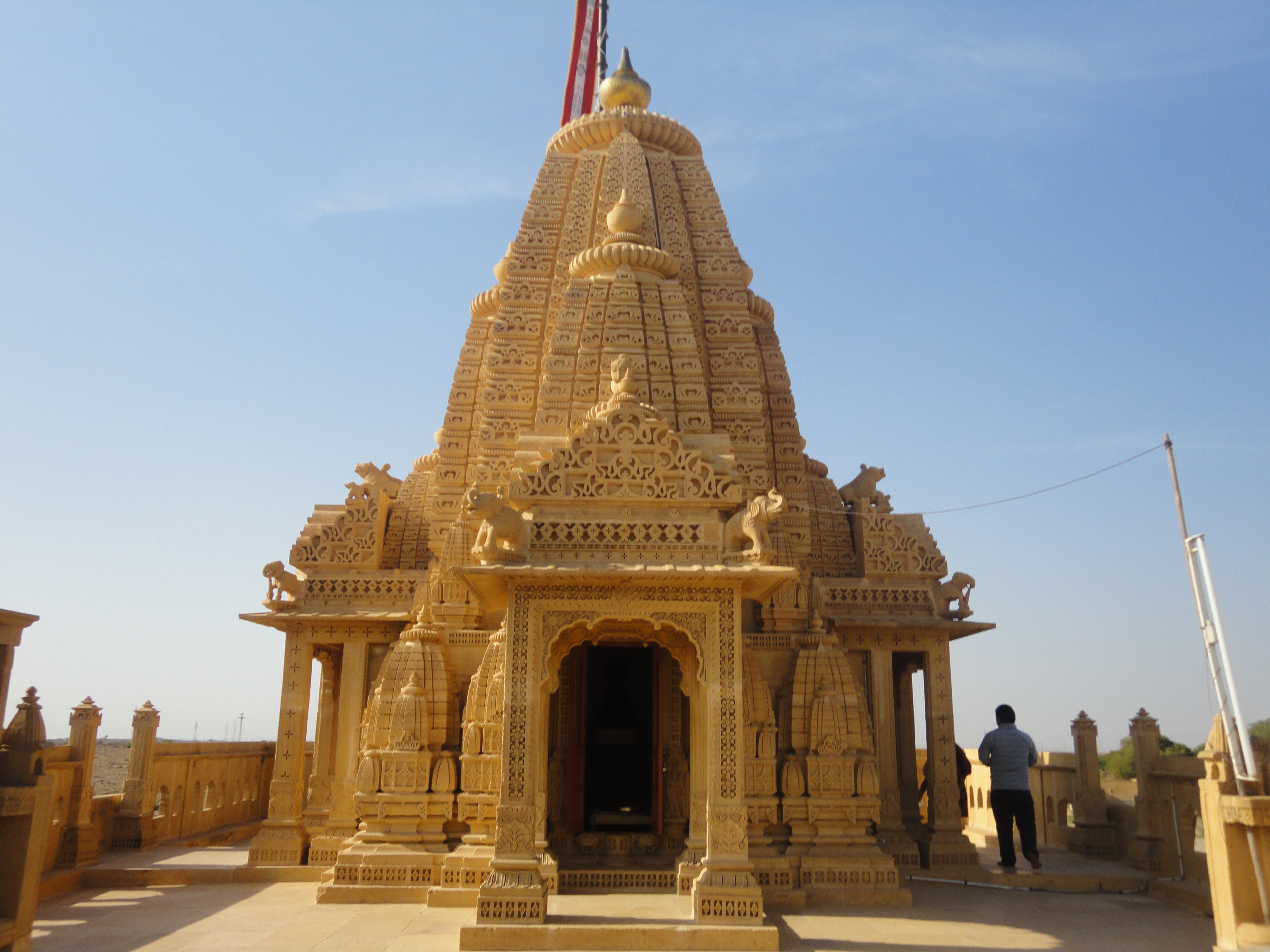
Templo Sambhavanatha dentro do complexo do templo
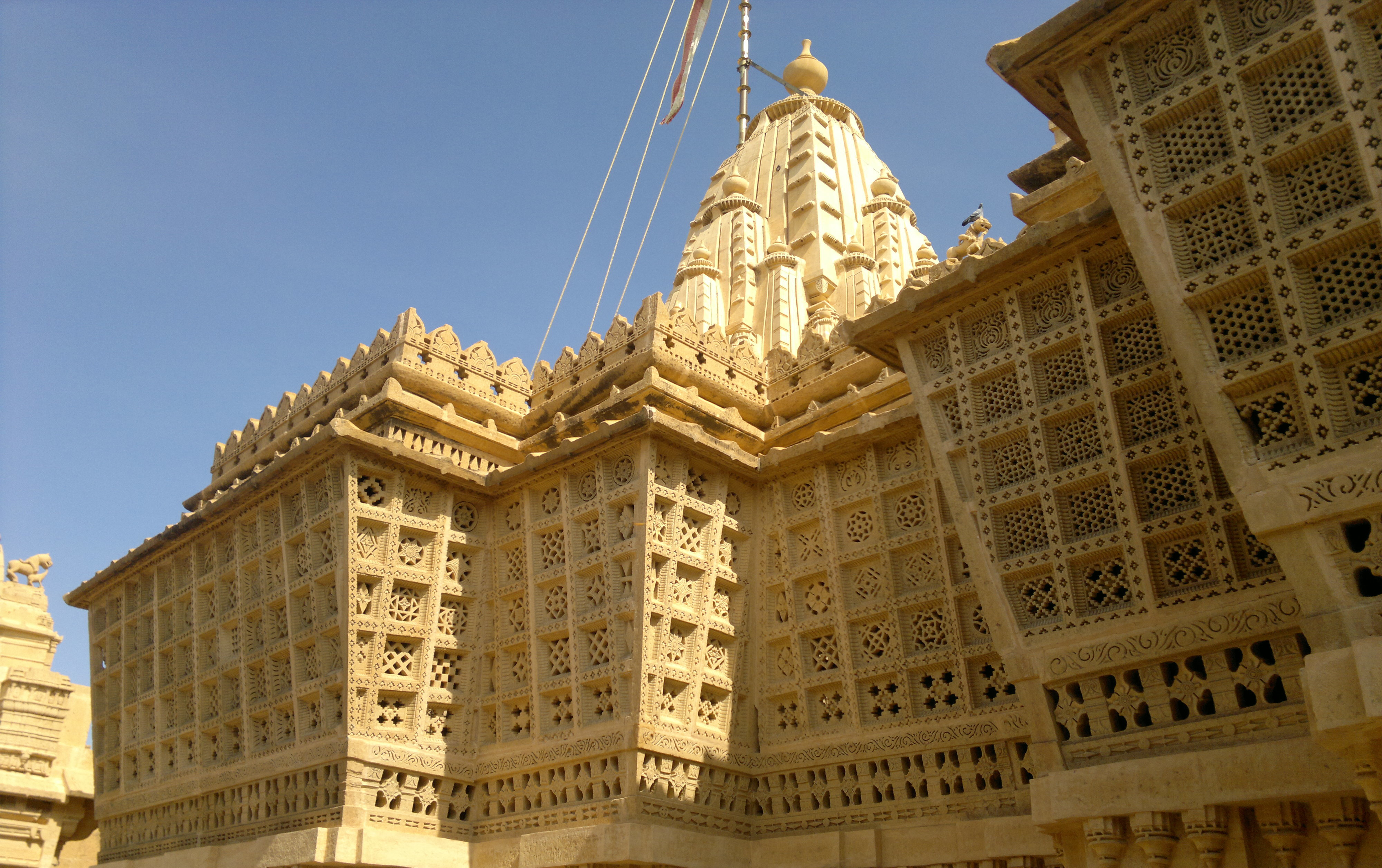
Projetos de fachada exclusivos do templo de Lodurva

## Links externos
- Media relacionados com Templo Jain de Lodhurva no Wikimedia Commons